# تور جهانی شیرین‌کننده
تور جهانی شیرین‌کننده (انگلیسی: Sweetener World Tour) (همچنین باعنوان تور شیرین‌کننده/ ممنون، بعدی شناخته می‌شود) چهارمین تور کنسرت توسط خواننده آمریکایی آریانا گرانده برای پشتیبانی از چهارمین و پنجمین آلبوم استودیویی خود، شیرین‌کننده (۲۰۱۸) و ممنون، بعدی (۲۰۱۹) بود. گرانده با ۱۰۱ نمایش تور از آمریکای شمالی و اروپا بازدید کرد. این تور در ۲۵ اکتبر ۲۰۱۸ به‌طور رسمی اعلام شد و توسط لیو نیشن انترتینمنت رهبری شد. این تور در ۱۸ مارس ۲۰۱۹، در آلبانی، نیویورک در مرکز اتحادیه تایمز آغاز شد و در ۲۲ دسامبر ۲۰۱۹، در اینگلوود، کالیفرنیا در د فروم به پایان رسید.